# Corna Imagna
Corna Imagna (lombardul: San Simù) település Olaszországban, Lombardia régióban, Bergamo megyében. Lakosainak száma 916 fő (2023. január 1.). Corna Imagna Blello, Rota d’Imagna, Fuipiano Valle Imagna, Val Brembilla, Locatello és Sant'Omobono Terme községekkel határos.

## Népesség
A település lakossága az elmúlt években az alábbi módon változott:
| Lakosok száma | 934  | 921  | 916  |
|               | 2017 | 2018 | 2023 |